# Плинер, Яков Гдальевич
Я́ков Гда́льевич Пли́нер (латыш. Jakovs Pliners; 27 декабря 1946,Резекне, ЛатССР, СССР) — латвийский политик еврейского происхождения, депутат 7-го, 8-го и 9-го Сейма. Сопредседатель ЗаПЧЕЛ и РСЛ с 2003 года по 2015 год; председатель его фракции в Восьмом и Девятом Сейме Латвии.

## Биография
1965—1970 гг. учеба в Даугавпилсском педагогическом институте.
В 1970 г. начинает работу учителем химии и биологии, затем — заместителем директора, директором Вирбской основной школы Талсинского района.
1975 г. — назначен руководителем Талсинского POHO.
1983 г. — переходит на работу в Риге, в Министерстве образования Латвийской ССР, затем ЛР. Заместитель председателя школьной управы, заместитель председателя Главного управления среднего образования, заместитель председателя Главного инспекционного управления, лектор. Последняя должность — руководитель управления национальных (меньшинственных) школ.
В 1993 г. становится директором частной школы «Эврика», главой фонда «Родители — детям». На выборах Пятого Сейма выдвигается по списку «Согласие для Латвии — возрождение для народного хозяйства».
В 1995 г. вступает в Партию народного согласия и выдвигается по её списку на выборах Шестого Сейма.
В 1997 г. получает степень доктора педагогики в Латвийском университете, титул чемпиона Латвии среди тяжеловесов-ветеранов и избирается депутатом Рижской думы от ПНС. Получает педагогическую премию имени В. Сейле.
В 1998 г. избран депутатом Седьмого Сейма по списку ПНС и её союзников по объединению ЗаПЧЕЛ. Возглавляет Общественный совет по образованию, культуре и науке при ЗаПЧЕЛ.
В 1999 г. оставляет должность директора «Эврики».
В 2001 г. получает педагогическую премию имени В. Сейле.
В 2002 г. избран депутатом Восьмого Сейма по объединенному списку ЗаПЧЕЛ.
В 2003 г. выходит из состава ПНС после того, как та выходит из ЗаПЧЕЛ, и возглавляет правление создаваемой партии «Свободный выбор в народной Европе». Плинер становится сопредседателем ЗаПЧЕЛ и председателем фракции объединения в Сейме. Еще до её создания становится одним из лидеров Штаба защиты русских школ.
2005 г. — возглавляет Совет по образованию и культуре при обновленном ЗаПЧЕЛ.
2006 г. — возглавляет список ЗаПЧЕЛ на выборах 9-го Сейма как кандидат объединения на должность премьер-министра. Переизбран в Сейм (до 2010 года).
2020 год — избран в Рижскую думу от Русского союза Латвии (экс-ЗаПЧЕЛ).
2022 год — вышел из РСЛ из-за разногласий с Татьяной Жданок и продолжил свою каденцию Рижской думе в качестве независимого депутата.
2024 год — вступил в партию "За стабильность" ("Stabilitātei")

## Книги и брошюры
1996 — Эврика. Демократические начала и сотрудничество в школе
1997 — Воспитание личности в коллективе (в соавторстве с В. Бухваловым)
1998 — Созвездие проблем образования. ISBN 9984-16-017-3
1999 — Латвийская школа евроэтнокультурного развития (в соавторстве с В. Бухваловым)) ISBN 9984-16-027-0
2000 — Проблемы и перспективы интеграции учащихся школ национальных меньшинств в латвийское общество (в соавторстве с В. Бухваловым) ISBN 9984-16-041-6
2001 — Педагогическая экспертиза школы: Пособие для методистов, завучей и директоров школ (в соавторстве с В. Бухваловым, позднее издано и по-латышски)
2002 — Skolas izglītojošā vide (в соавторстве с В. Бухваловым) 

— Grūti audzināmu skolēnu uzvedības korekcija

— Образование: простые — сложные истины… ISBN 9984-712-18-4
2004 — Антипедагогика реформы русских школ в Латвии (в соавторстве с В. Бухваловым)
2005 — Политическая псевдореформа русских школ — плачевные перспективы (в соавторстве с В. Бухваловым)
2006 — Качество образования в условиях реформы русских школ Латвии (в соавторстве с В. Бухваловым)
2007 — Культурные аспекты повышения качества школьного образования (в соавторстве с В. Бухваловым)
2008 — Реформа школ нацменьшинств в Латвии: анализ, оценка, перспективы (в соавторстве с В. Бухваловым)
2010 — Педагогические идеи на этнократических руинах (в соавторстве с В. Бухваловым)
2013 — Педагогические и поэтические строки...

## Награды
- Медаль Балтийской ассамблеи (2002)[4].